# Karaova, Akpınar
Karaova là một xã thuộc huyện Akpınar, tỉnh Kırşehir, Thổ Nhĩ Kỳ. Dân số thời điểm năm 2010 là 352 người.